# Urban Sikeborg
Bo Lars Olof Urban Sikeborg, född 7 juli 1963 i Gävle Heliga Trefaldighets församling i Gävleborgs län, är svensk skriftställare och genealog.

## Biografi
Sikeborg, som är son till makarna Göte (1939–2021) och Torborg Sikeborg (född 1942), är uppvuxen i Söderhamn och i Närby, Norrala, och är bosatt i Sollentuna. Han studerade i ungdomen musikteori och pianospel i flera år vid sidan av den ordinarie skolgången på Staffanskolan, Söderhamn, och han antogs 1982 som pianiststuderande vid Musikkonservatoriet Falun. Han var de sista arton åren av sitt yrkesverksamma liv, fram till pensioneringen 2015, engagerad som specialist i teknikinformation inom IT-branschen.
Han har sedan 1979 publicerat ett större antal person-, släkt- och lokalhistoriska artiklar rörande främst 1500- och 1600-tal med huvudsaklig inriktning på Norrland men också metodinriktade artiklar. Hans Familjer i Norrala, en kartläggning av befolkningen i Norrala socken främst under perioden 1670–1814, finns publicerad på Sveriges Släktforskarförbunds webbportal Rötter. Han har sedan 1995, vid sidan av dessa arbeten, transkriberat och källkritiskt dokumenterat Johan Bures släktbok från 1613, ett material som gavs ut 2014 på dvd av Genealogiska Föreningen; Sveriges Släktforskarförbund tilldelade honom i maj 2015 den nyinstiftade utmärkelsen ”Årets släktbok” för denna utgåva. Han var redaktör för Svensk Genealogisk Tidskrift för årgångarna 2012–2015 och var till och med 2023 medlem av redaktionskommittén för Riddarhusets utgåva av band 3 av Äldre svenska frälsesläkter.
Sikeborg har även översatt och publicerat flera nylatinska 1700-talsavhandlingar. Han är medlem av det nylatinska nätverket vid Uppsala universitet. Han är också författare till det nylatinska lexikonet Latin för släkthistoriker: ord, fraser och begrepp från Vasatid till 1800-tal (tredje, utökade utgåvan 2022, 422 sidor).
Sikeborg var till 2021 styrelseledamot i Barnens hopp, en Sollentuna-baserad, ideell organisation som sedan 2005 driver ett familjehem och rehabiliteringscenter för utsatta barn i Reni i Odessa-regionen, Ukraina.

## Priser och utmärkelser

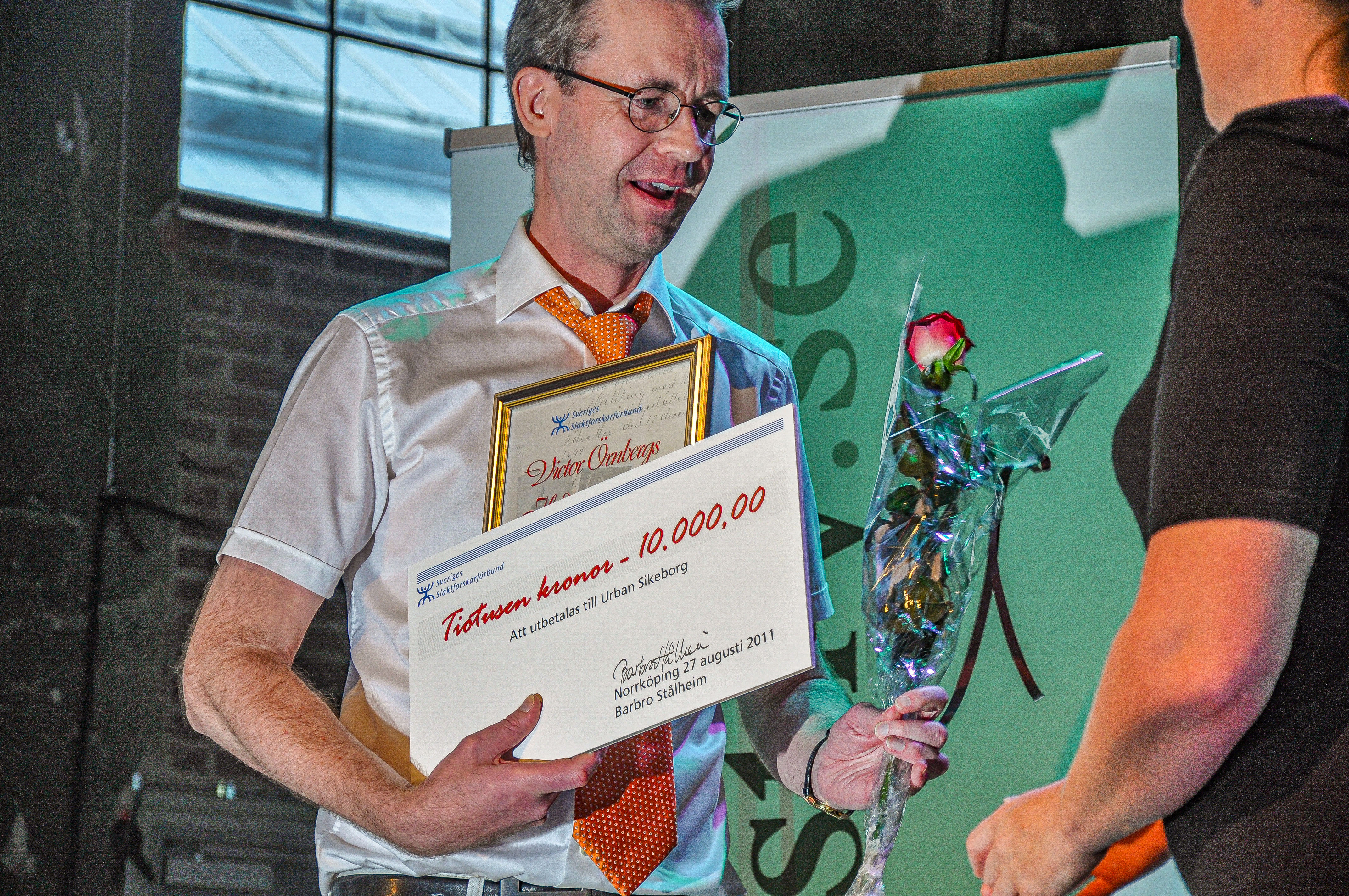
Urban Sikeborg tar emot Victor Örnbergs hederspris under Släktforskardagarna i Norrköping. 27 augusti 2011.

- 29 december 2002: Tilldelad Norrala hembygdsförenings kulturpris år 2000.
- 31 december 2002: Tilldelad Söderhamns kommuns kulturstipendium.
- 2011: Tilldelad Victor Örnbergs hederspris av Sveriges Släktforskarförbund[23]
- 2012: Utsedd till korresponderande ledamot i Genealogiska Samfundet i Finland.[24]
- maj 2015: Tilldelad priset Årets släktbok, av Sveriges Släktforskarförbund.
- april 2016: Utsedd till hedersledamot i Genealogiska Föreningen.[25]